# St.-Pankratius-Kapelle (Sankt Aegidi)

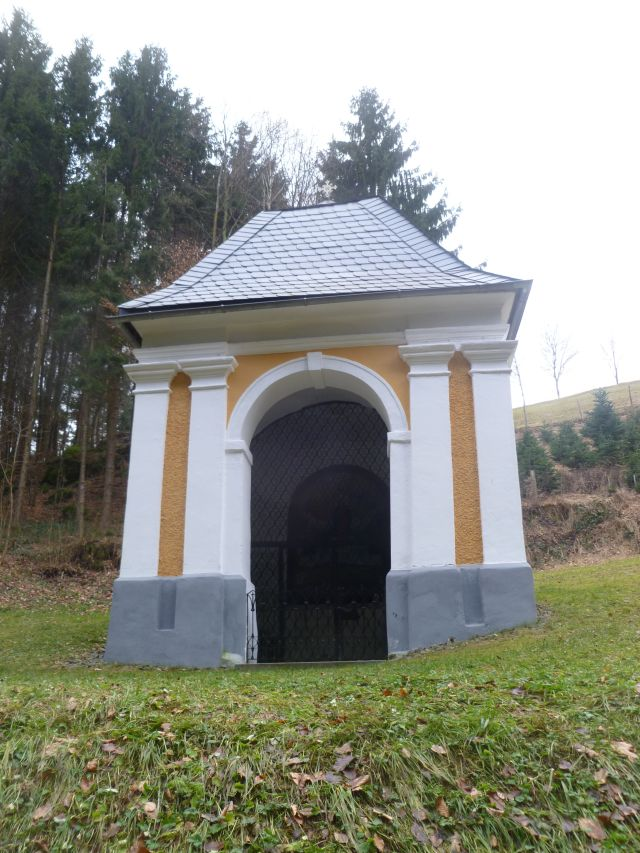
St.-Pankratius-Kapelle bei St. Aegidi

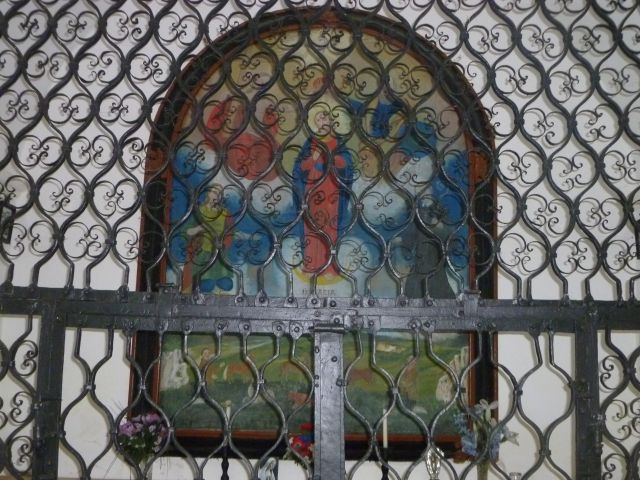
St.-Pankratius-Kapelle: Altarbild mit der hl. Maria

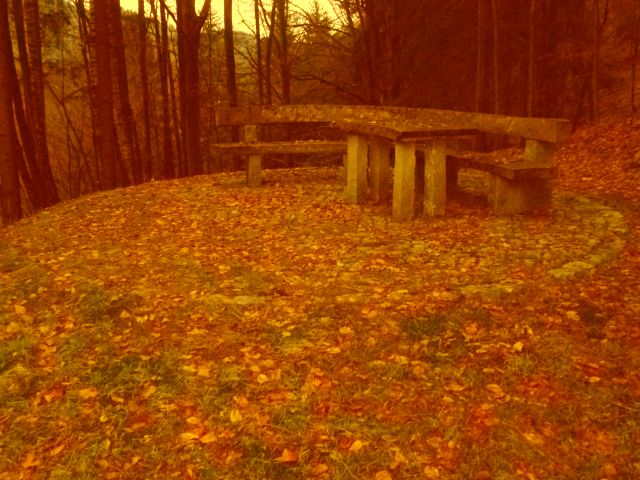
Rastplatz neben der St.-Pankratius-Kapelle

Die St.-Pankratius-Kapelle befindet sich etwas abgelegen im Ortsteil Schauern der Gemeinde St. Aegidi im Bezirk Schärding am Rande eines Waldstückes. Sie steht unter Denkmalschutz (Listeneintrag).

## Geschichte

### St.-Pankraz-Kirche
Über die Entstehung der vorher hier bestehenden St.-Pankraz-Kirche und über ihre Gründer ist nichts bekannt. Als 1293 das Stift Engelszell gegründet wurde, existierte St. Pankraz schon. Ab 1302 wurde die St.-Pankraz-Kirche von Patres aus Engelszell seelsorgerisch betreut. Ab 1446 erhielt St. Pankraz als Wallfahrtsort eine große Bedeutung: Wie urkundlich erwähnt, pilgerten viele Gläubige hierher, weil damals Reliquien des hl. Pankraz übertragen worden waren. Die Gebetserhörungen sollen zudem in Verbindung mit der heute noch bestehenden Wasserquelle in der Kirche gestanden haben. Es wird berichtet, dass alljährlich am Sonntag nach Peter und Paul bis zu 3000 Pferde zusammenkamen und zum Trunk an die Quelle geführt wurden. Was man als Wasser bekommen konnte, wurde dann nach Hause getragen. Andere Aufschreibungen erzählen, dass die Augen der Pferde mit dem Quellwasser gewaschen wurden, und dann ein dreimaliger Ritt um die Kirche stattfand. Wieder andere Ausführungen besagen, dass die Pferde sogar in die Kirche hineingeritten wurden und vor dem Pankrazaltar geweihten Hafer fressen mussten, um so das ganze Jahr gesund zu bleiben. 
1550 wurde die St.-Pankraz-Kirche auf Betreiben des Engelszeller Abtes Pankrazius zu Ehren seines Namenspatrons neu erbaut. Dazu wurden die Steine von der Burg Harchheim abgetragen und für den Neubau verwendet. 
Während des Oberösterreichischen Bauernaufstandes von 1626 wurde die Kirche St. Pankraz gänzlich ausgeraubt. Der Engelszeller Abt Hyronimus ließ die Kirche danach wieder gründlich herrichten und stellte einen neuen Altar auf, der den 14 Nothelfern geweiht war. Im Engelszeller Urbar vom 1662 liest man, dass die Kirche jährlich viel Opfergeld abwarf, weshalb sie ein bedeutendes Vermögen ansammelte. Wenn Hochbetrieb war, entwickelte sich bei der Kirche ein Jahrmarkttreiben. Das Bistum Passau und das Stift Engelszell stritten sich oft um die reichen Erträge der Standgelder. Eine leidige Seite zeigte der Ausschank beim Kirchenwirt in St. Aegidi, denn hier wurde noch schwer weitergezecht. 
Bis heute ist kein Bild von dieser Kirche zu finden. Trotzdem weiß man, wie sie beschaffen war, da bis vor 50 Jahren die Fundamente der Kirche noch zu sehen waren. Demnach war sie ungefähr 20 m lang und 10 m breit. An Festtagen war die Kirche zu klein. Die Predigt musste vor der Kirche im Freien stattfinden, um alle Gläubigen zu erreichen. 
Diese Kirche wurde wegen Baufälligkeit 1784 durch Kaiser Joseph II. geschlossen und zum Abbruch freigegeben.

### St.-Pankraz-Kapelle
Ungefähr 50 Jahre später wurde die heute noch bestehende St.-Pankratius-Kapelle errichtet. Der Verbleib der Reliquie des hl. Pankraz ist unbekannt. Die restaurierte Pankratiuskapelle wurde 1877 von Pfarrer Zöhrer geweiht. 1905 wurde das Altarbild der früheren St.-Pankraz-Kirche gefunden und an die Pfarrkirche übergeben. 

## Beschreibung
Das Altarbild in der Kapelle zeigt die Maria auf einer Mondsichel.
Die Pankratiuskapelle mit der Quelle wird von der Bevölkerung nach wie vor in Ehren gehalten. Und die Quelle mit dem angeblich heilkräftigen Wasser fließt noch immer.